# Olympische Sommerspiele 1996/Teilnehmer (Singapur)
| Gelbes Symbol für Goldmedaillen mit stilisierten Olympischen Ringen | Graues Symbol für Silbermedaillen mit stilisierten Olympischen Ringen | Braundes Symbol für Bronzemedaillen mit stilisierten Olympischen Ringen |
| ------------------------------------------------------------------- | --------------------------------------------------------------------- | ----------------------------------------------------------------------- |
| —                                                                   | —                                                                     | —                                                                       |

Singapur nahm an den Olympischen Sommerspielen 1996 in  Atlanta, USA, mit einer Delegation von 14 Sportlern (neun Männer und fünf Frauen) teil.

## Teilnehmer nach Sportarten

### Badminton
- Zarinah Abdullah
Frauen, Einzel: 17. Platz

### Leichtathletik
- Wong Yew Tong
Hochsprung: In der Qualifikation ausgeschieden

- Yvonne Danson
Frauen, Marathon: 38. Platz

### Schießen
- Lee Wung Yew
Trap: 20. Platz

### Schwimmen
- Sng Ju Wei
50 Meter Freistil: 58. Platz
100 Meter Freistil: 57. Platz
200 Meter Freistil: 37. Platz
400 Meter Freistil: 33. Platz
4 × 200 Meter Freistil: 14. Platz
4 × 100 Meter Lagen: 23. Platz

- Gerald Koh
4 × 200 Meter Freistil: 14. Platz
100 Meter Rücken: 46. Platz
200 Meter Rücken: 46. Platz
200 Meter Lagen: 34. Platz
4 × 100 Meter Lagen: 23. Platz

- Desmond Koh
4 × 200 Meter Freistil: 14. Platz
100 Meter Brust: 40. Platz
200 Meter Lagen: 32. Platz
400 Meter Lagen: 26. Platz
4 × 100 Meter Lagen: 23. Platz

- PJ Thum
4 × 200 Meter Freistil: 14. Platz
100 Meter Schmetterling: 53. Platz
200 Meter Schmetterling: 41. Platz
4 × 100 Meter Lagen: 23. Platz

- Joscelin Yeo
Frauen, 50 Meter Freistil: 44. Platz
Frauen, 100 Meter Freistil: 41. Platz
Frauen, 200 Meter Freistil: 39. Platz
Frauen, 100 Meter Brust: 40. Platz
Frauen, 100 Meter Schmetterling: 24. Platz
Frauen, 200 Meter Lagen: 32. Platz

### Segeln
- Siew Shaw Her
470er: 35. Platz

- Charles Lim
470er: 35. Platz

- Ben Tan
Laser: 36. Platz

- Tracey Tan
Europe: 27. Platz

### Tischtennis
- Jing Jun Hong
Frauen, Einzel: 9. Platz